# Transformator rozdzielczy

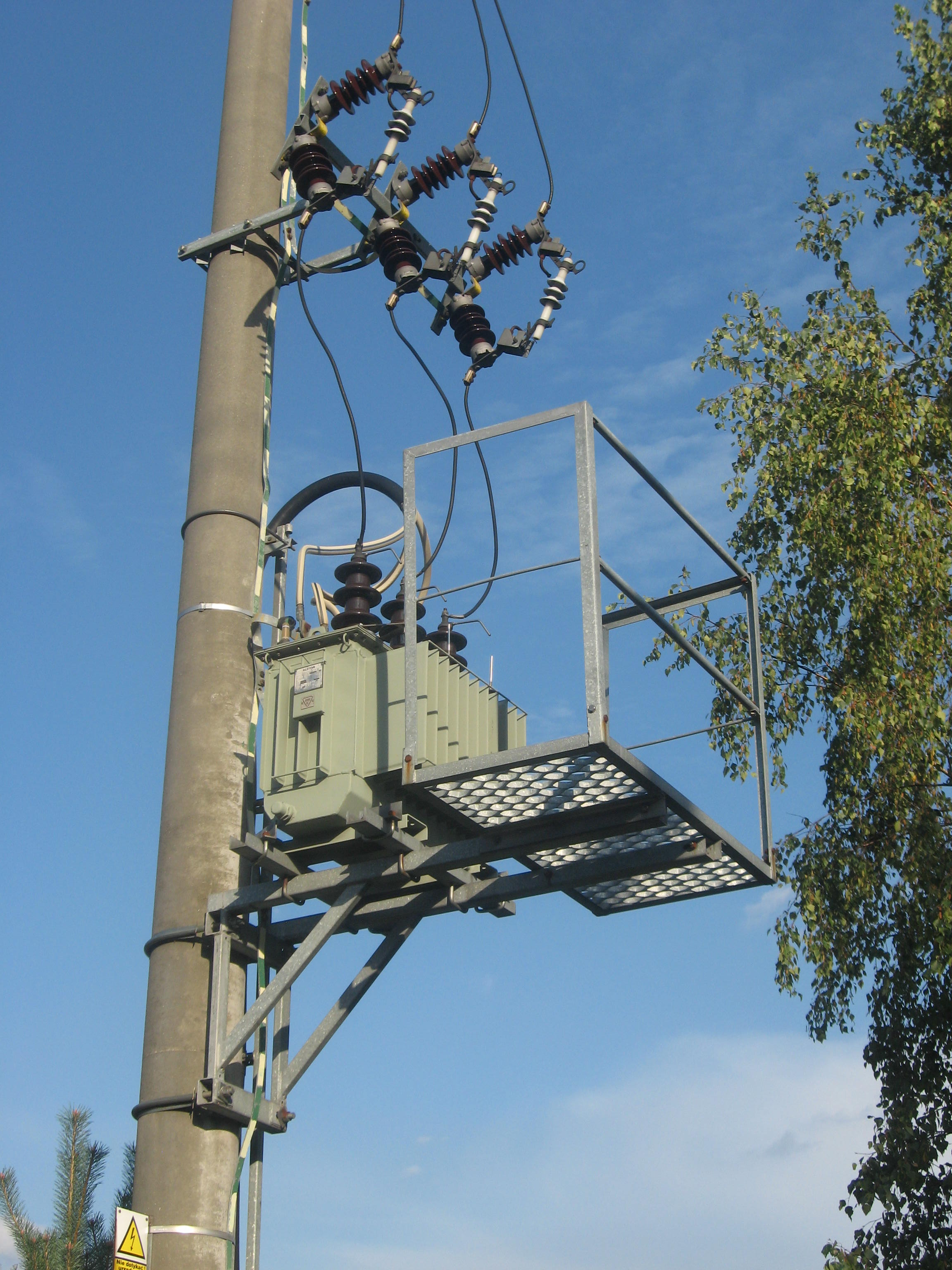
Transformator rozdzielczy 15/0,4 kV

Transformator rozdzielczy – transformator energetyczny transformujący napięcia średnie (np. 15, 20, 30 kV) na niskie (0,4 kV), odpowiednie do zasilania urządzeń końcowych (odbiorniki przemysłowe, odbiorcy komunalno-bytowi, odbiorcy indywidualni), w miejscach połączeń sieci średniego napięcia z siecią niskiego napięcia. W zakresie nazewnictwa do określenia tej grupy transformatorów stosuje się również termin "transformatory dystrybucyjne".
Transformatory rozdzielcze produkowane są najczęściej jako trójfazowe, w zakresie mocy 25 kVA - 2,5 MVA. Transformatory rozdzielcze małych i średnich mocy (do 3500 kVA) są dostępne najczęściej jako trójfazowe w wykonaniu suchym (żywiczne) lub olejowym. Transformatory o większej mocy stosuje się wyłącznie w wykonaniu olejowym, są one wyposażone w konserwator (połączony z transformatorem szczelny zbiornik wyrównawczy oleju, szczelność zbiornika zapobiega starzeniu się oleju w wyniku kontaktu z tlenem).
Transformatory suche (izolowane powietrzem) konkurują z olejowymi w przedziale średnich mocy, zwłaszcza poniżej 1000 kVA (25 – 1000 kVA).
Wadą oleju jest jego palność oraz zagrożenie pożarem i wybuchem transformatora na skutek zwarcia wewnętrznego. Niebezpieczeństwo zapłonu par oleju powstających w razie pojawienia się łuku elektrycznego zachodzi wówczas, gdy czas trwania zwarcia wewnętrznego jest dostatecznie długi dla wytworzenia dużej ilości gazu powstałego z rozkładu oleju przez łuk.
Ze względu na znaczenie transformatorów rozdzielczych w systemie elektroenergetycznym w warunkach krajowych większość z nich eksploatują zakłady dystrybucyjne energii (ok. 250 tys. szt). Stosunkowo niewiele transformatorów dystrybucyjnych jest zainstalowanych przez przedsiębiorstwa produkcyjne, które kupują energię o średnim napięciu i zasilają nią zakładową sieć niskiego napięcia (kilka – kilkanaście tysięcy sztuk).